# 税所伊久磨
税所 伊久磨（さいしょ いくま、1966年9月16日 - ）は、神奈川県出身の俳優。所属はailes。

## 人物
身長163cm。体重63kg。
趣味はスノーボード、スキー、水上スキー、ウェイクボード。特技は極真空手、ボクシング、陸上競技（中長距離走）。

## 出演作品

### テレビドラマ

#### 日本テレビ
- 火曜サスペンス劇場
  - 新・女検事 霞夕子10（1997年） - 刑事
  - 刑事・鬼貫八郎15（2003年） - 斎藤刑事
  - 警視庁鑑識班19（2005年） - T・K（地方公務員）
  - 六月の花嫁シリーズ「化身」（2005年） - 清水
- 火曜ドラマ / 有閑倶楽部（2007年） - コメンテーター
- マル秘の密子さん 第1話・第2話・第5話（2024年7月13日・20日・8月17日） - 岡林 役

#### TBS
- 日曜劇場
  - 逃亡者 RUNAWAY（2004年） - 検問の刑事
  - Mの悲劇（2005年） - 行員
  - SCANDAL（2008年） - フリーライター
  - JIN-仁-（2011年） - 物売りの男
  - ノーサイド・ゲーム（2019年） - 社員
  - グランメゾン東京（2019年） - 審査委員長
- 愛の劇場
  - すずがくれた音（2004年） - 医師
  - うちはステップファミリー（2005年） - レストラン店長
- 月曜ミステリー劇場→月曜ミステリーシアター
  - ムコ入り刑事 高山家・明の事件ファイル2（2005年） - 刑事
  - 警視庁三係・吉敷竹史シリーズ2（2006年） - 刑事
  - 捜し屋★諸星光介が走る!4（2008年） - 7（2014年） - そば屋
  - 刑事のまなざし（2013年） - 医者
- 金曜ドラマ
  - 魔王（2008年） - 木下浩二
  - SPEC〜警視庁公安部公安第五課 未詳事件特別対策係事件簿〜（2010年） - パーティーの客
  - メゾン・ド・ポリス（2019年） - 市野沢譲
  - 4分間のマリーゴールド（2019年） - 医師
- パナソニック ドラマシアター / ハンチョウ〜神南署安積班〜（2013年） - 外科医
- このミステリーがすごい! ベストセラー作家からの挑戦状「ダイヤモンドダスト」（2014年） - 解説者
- 火曜ドラマ / プロミス・シンデレラ（2021年） - 近所の住人

#### フジテレビ
- スリルな夜（2007年） - 酔っ払い
- エゴイスト 〜egoist〜（2009年） - プロデューサー
- 美しい隣人（2011年） - 医師
- ブラック・プレジデント（2014年） - 面接官
- 嘘の戦争（2017年） - 銀行員
- 木曜劇場 / 忍者に結婚は難しい（2023年） - 医師
- モンスター 第2話（2024年10月21日、関西テレビ） - 裁判長 役

#### テレビ朝日
- 仮面ライダー555（2003年） - 初老の男
- 金曜ナイトドラマ
  - 特命係長 只野仁
    - （2003年） - 桂山雅史
    - （2004年） - 弁護士

  - グ・ラ・メ! 〜総理の料理番〜（2016年） - 医師
- PS羅生門 警視庁東都署（2006年） - 検視官
- 土曜ワイド劇場
  - 犯罪被害者相談室〜癒やしの事件簿〜（2007年） - 石原刑事
  - 臨場する女捜査検事 雨音香（2016年） - 医師
- 相棒（2007年） - 秦野靖之
- ロト6で3億2千万円当てた男（2008年） - クラブ従業員
- スーパー戦隊シリーズ
  - 侍戦隊シンケンジャー（2009年） - 監督
  - 烈車戦隊トッキュウジャー（2014年） - サラリーマン
- 悪党〜重犯罪捜査班（2011年） - 弁護士
- 木曜ドラマ
  - Wの悲劇（2012年） - 刑事部長
  - エイジハラスメント（2015年） - 課長
  - ハゲタカ（2018年）
- 警視庁捜査一課9係（2013年） - 記者
- 帯ドラマ劇場 / 越路吹雪物語（2018年） - 演出家

#### テレビ東京
- ハロー!モーニング。（2000年） - 喫茶店マスター
- 女と愛とミステリー→水曜ミステリー9
  - 危険な童話〜絵本に隠された完全犯罪!（2005年） - 靴屋店主
  - 鉄道警察官・清村公三郎9（2012年） - 高瀬亮司
- 経済ドキュメンタリードラマ ルビコンの決断（2009年） - 鈴木
- 月曜プレミア8 / 船橋署刑事課・香山亮介シリーズ「黙秘犯」（2022年） - 友部
- ダブルチート 偽りの警官 Season1 第4話（2024年5月17日、テレビ東京・WOWOW） - 龍刻寺の相談者 役

#### TOKYO MX
- ドラマニア! / おじさんが私の恋を応援しています（脳内）（2022年） - 佐々木浩二

#### WOWOW
- 連続ドラマW / オペレーションZ〜日本破滅、待ったなし〜（2020年） - 磯川総務大臣

#### BS日テレ
- BS笑点ドラマスペシャル
  - 五代目三遊亭圓楽（2019年）
  - 初代林家木久蔵（2020年）
  - 笑点をつくった男 立川談志（2022年）
- 令和サスペンス劇場「旅人検視官 道場修作」庄内・湯野浜温泉殺人事件（2023年12月17日） - 渡部

#### フジテレビTWO
- ミッドナイト・ホラーシアター（2011年）

### 映画
- 明日なき街角（1997年） - チンピラ
- シャ乱Qの演歌の花道（1997年） - ボクサー
- サラリーマン専科（1997年） - 報道カメラマン
- 元気の神様（1998年） - 役場職員
- Kamome（2000年） - 耕二（工場労働者）
- 午前六時のゴムボート（2001年） - カラオケBOXのマスター
- グシャノビンヅメ（2004年） - 澤津久森ビブリオ（細菌学者）
- ロード88 出会い路、四国へ（2004年） - ディレクター
- カナリア（2004年） - 塾講師
- DIVIDE ディバイド（2006年）
- HEY JAPANESE! Do you believe PEACE,LOVE and UNDERSTANDING? 2008 2008年、イマドキジャパニーズよ。愛と平和と理解を信じるかい?（2008年） - コンビニ店長
- ねこのひげ（2008年） - 小山肇（マリリン）
- 富夫（2011年）
- ヲ乃ガワ WONOGAWA（2014年） - 斜平フィッカラヴィル
- 血まみれスケバン・チェーンソー（2016年） - 教師
- 少女椿（2016年） - 映画監督
- 日本で一番悪い奴ら（2016年） - ジョギングの男
- じんじん〜其の二〜（2017年） - 警官
- ブッシュ - 殺人鬼
- INGA! - チンピラ
- Byridge - オヤジ
- BLANKY - 酔っ払い

### オリジナルビデオ
- 爆裂 パチスロ・攻略王列伝 爆連への道（2005年）

### 配信ドラマ
- 雨が降ると君は優しい（2017年、Hulu） - 書店店長

### 舞台
- 雨やどり - 主演：会社員
- 12人の怖れる男 - 暴力団幹部
- 弱きもの、その名は - 主演：銀行重役
- 結婚相談狂騒曲 - 主演：結構宇相談所所長
- 天女降臨 - 主演：天才絵師
- DOORIII - カクテルバー店長、オカマ役
- 4男2女に愛人1人 - さとる
- 075路上アクションライブ - 空手家、オカマ
- 強盗しよう - 銀行員
- メディア・モモライブ - こども、泥棒のおやじ
- 夏の夜の夢 - ピーター・クインス
- 盗聴家族 - 主演：父親
- グッテイマンハッタン - 加茂明
- 境界線 - 村上
- 海城の風鈴 - 小てん次
- ディア・バーヴロヴィチ - 蒔本鉄丸

### WEB
- メイドinあきはばら  - メイドカフェ店長